# Moses Rosen
Moses Rosen (în ebraică דוד משה רוזן, transliterat: David Moșe Rozen; n. 23 iulie 1912, orașul Moinești, județul Bacău – d. 6 mai 1994, București) a fost un rabin din România, care a îndeplinit funcțiile de șef-rabin al Cultului Mozaic din România (1948-1994) și de președinte al Federației Comunităților Evreiești din România (1964-1994). În anul 1957 a fost ales deputat în Marea Adunare Națională și în 1992 a devenit membru de onoare al Academiei Române. Activitatea sa a avut o amprentă însemnată asupra organizării vieții comunitare a evreilor din România în timpul regimului comunist și apoi în primii ani ai restaurării democrației în România.

## Repere biografice și studii
David Moses Rosen s-a născut la 23 iulie 1912 în orașul Moinești (județul Bacău), ca fiu al rabinului comunității evreiești „gaon” (gaon este un titlu rabinic onorific însemnând înțelept) Abraham Arie Leib Rosen (născut în anul 1870, în Galiția, decedat în anul 1951, în a doua noapte de Roș Hașana și înmormântat în Cimitirul Sanhedria din Ierusalim).
În anul 1916 tatăl său s-a mutat cu familia la Fălticeni, unde fusese numit rabin și unde predica adesea la sinagoga „Habad”. Începând din anul 1912, cu ajutorul ginerelui său, rabinul dr. Wolf Gottlieb din Glasgow, rabinul Avrham Rosen a început să-și publice scrierile teologice, majoritatea din seria de „întrebări și răspunsuri”, precum și alte lucrări de legislație religioasă. Studiile au fost tipărite la Editura „Harav Kook” din Ierusalim („Șaagat Arie” și „Eitan Arie”, 1912, „Pirkei Șoșana”, 1920). Moses și-a petrecut în Fălticeni o parte din copilărie, unde a urmat studii religioase cu tatăl său și studii laice la liceul din localitate.
În anul 1931 Rosen s-a înscris ca student la Facultatea de Drept din București, dar a plecat din cauza atmosferei antisemite de acolo. În același an s-a înscris la Institutul de Studii Rabinice din Viena (Austria), dar nu și-a putut termina studiile din lipsă de fonduri și a revenit la București. În anul 1935 a terminat studiile universitare la București, obținând diploma de jurist licențiat (master). A urmat apoi timp de doi ani stagiul militar obligatoriu la Fălticeni.
În anul 1937 a revenit la Institutul de Studii Rabinice din Viena, dar a părăsit Austria un an mai târziu, în mai 1938, după anexarea ei de către Germania. A studiat în paralel cu rabinul Alter Dorf și a obținut titlul de doctor în științe iudaice. În anul 1938 dr. Moses Rosen a fost învestit ca rabin de către marii rabini Haim Rabinovici, Baruch Glanț și Moshe Berger, membri ai consiliului rabinic din București, șef-rabinul dr. Iacob Itzhak Niemirower din București și șef-rabinul dr. Abraham Jakob Mark din Bucovina.
Primul său post de rabin a fost la mica sinagogă Mahala din Fălticeni. În mai 1940 a fost ales ca rabin în orașul Suceava, dar în același an, ca urmare a venirii la putere a guvernului național-legionar Ion Antonescu-Horia Sima, a fost acuzat de comunism și deportat în lagărul de la Caracal. A fost eliberat din lagăr după câteva luni și numit ca rabin cu normă parțială la sinagogile „Reșit Daat” și „Beit El” din București și ca profesor de Talmud la o școală iudaică. În perioada războiului a trăit mai mult timp ascuns, fiind căutat frecvent la domiciliu de poliție pentru a fi deportat în Transnistria.
Până la sfârșitul anului 1946 a fost ales succesiv în trei poziții de frunte din viața religioasă a evreilor din București: președinte al secției cultului, membru al Sfatului Rabinic și rabin al Sinagogii Mari și al sinagogii Malbim din București.

## Șef-rabin al Comunității Evreilor din România

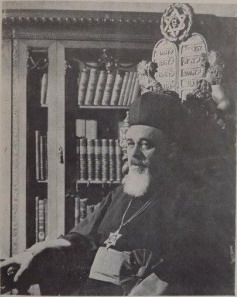
Rabinul Moses Rosen

În decembrie 1947 șef-rabinul dr. Alexandru Șafran a fost expulzat din România (într-un termen de 2-3 ore), deoarece era antipatizat de regim, fiind considerat un om cu rigiditate morală, simpatizant al sionismului și care a refuzat să colaboreze cu Comitetul Democrat Evreiesc (CDE), instituție creată de regim în scopul de control, infiltrare și îndoctrinare comunistă a minorității evreiești din România. Presimțind ce-l așteaptă, dr. Șafran a candidat în aprilie 1947 la postul de rabin al Comunității Evreilor din Geneva.
La data de 16 iunie 1948, sub auspiciile Comitetului Democrat Evreiesc, adunarea rabinilor și a reprezentanților comunităților evreiești din România l-au ales în unanimitate de voturi, declarate ca secrete, pe Rosen în funcția de șef-rabin al Comunității Evreilor din România. Contracandidat a fost rabinul dr. David Șafran, nepotul de frate al fostului șef-rabin Alexandru Șafran, susținător al sionismului și antipatizat și el de regimul comunist. Rabinul Rosen, care avea vederi de stânga și era preferat de regim, a câștigat concursul cu un exemplu de predică la inaugurarea unei cooperative meșteșugărești. A fost învestit în funcția de șef rabin la 20 iunie 1948 la Templul Coral din București, în prezența vicepreședintelui Marii Adunări Naționale, Ștefan Voitec, a ministrului cultelor, prof. Stanciu Stoian, și a altor demnitari.
În anul 1949 s-a căsătorit cu Amalia Ruckenstein din Burdujeni (județul Suceava). În anii '50, dr. Moses Rosen a încercat să atenueze activitatea antisionistă a Comitetului Democratic Evreiesc, care încuraja cultura laică idișistă pe socoteala celei ebraice și a cultului religios iudaic. În anul 1957 Moses Rosen a devenit deputat în Marea Adunare Națională (Parlamentul României), reprezentând municipiul București unde locuia o mare populație de etnie evreiască. Începând din anul 1964 a cumulat și funcția de președinte al Federației Comunităților Evreiești din Republica Socialistă România, deținând-o până la moartea sa. A fondat, de asemenea, în anul 1979 Muzeul de Istorie a Obștii Evreiești din România și a inaugurat acolo un ciclu de conferințe teologice săptămânale.
Între anii 1948-1963 regimul comunist a permis, cu întreruperi - în condiții de represiune, exproprieri de bunuri, concedieri și privare de cetățenia română - emigrarea a circa 400.000 de evrei spre Israel. Cu înțelepciune și diplomație, folosind bunele relații cu fruntașii regimului, Rosen a încercat să amelioreze aceste condiții de emigrare. Valul de emigrări l-a făcut pe primul ministru comunist Ion Gheorghe Maurer să-i reproșeze rabinului Rosen: „Ce le-am făcut? Le-am salvat viața, am luptat împotriva naziștilor... Dacă era regimul legionarilor de dinainte de război nu emigrau ca acuma. Când era închisă emigrarea, cei din Israel ne făceau antisemiți; acum că e deschisă, ne acuză că-i izgonim și ne atacă și mai rău”.
În octombrie 1956 a înființat Revista Cultului Mozaic (cu o pagină în limba ebraică, lucru unic în lumea comunistă) în care a publicat sute de articole, activând pentru susținerea drepturilor omului, a activității evreiești religioase și naționale. „Nici unul dintre noi - afirma lordul Jacobovitz -, nu va apărea pe scena istoriei cu un bilanț atât de strălucit”.
În perioada 1965-1980 rabinul Rosen a inițiat și urmărit îndeaproape activitatea de învățare a limbii ebraice și a noțiunilor de iudaism în rândul tinerilor evrei în cadrul unor cursuri pe lângă comunitățile evreiești, cursuri care s-au ținut cu aprobarea autorităților, lucru fără precedent în lagărul comunist (cu excepția Iugoslaviei).
Rabinul Rosen a căutat să fie un ambasador al regimului comunist și al lui Nicolae Ceaușescu, pe care l-a prezentat favorabil în Occident după ce România, spre deosebire de statele din blocul sovietic, nu a rupt relațiile diplomatice cu Israelul ca urmare a Războiului de Șase Zile (1967) și a permis continuarea emigrării a multe mii de evrei spre Israel (regimul a obținut în schimb sume considerabile de bani, se pare prin intermediul Băncii Române de Economie Agricolă din Zürich, precum și alte avantaje economice, de care, în condițiile economiei comuniste dogmatice și corupte, poporul român nu a putut beneficia prea mult) și desfășurarea unei activități de asistență umanitară și cultural-educative intense în cadrul obștii evreiești rămase încă în țară (cu sprijinul financiar al unor organizații filantropice evreiești din Occident).
Ca lider al unei minorități naționale și religioase greu încercate de istorie, el a găsit necesar să colaboreze cu autoritățile statului, respectiv cu regimul comunist aflat la putere, de a cărui încredere, în general, s-a bucurat, inclusiv în eforturile diplomatice și propagandistice ale acestuia în anii 1960-1980 de a crea relații avantajoase României în Occident și în rândurile comunităților evreiești din lume. Misiuni similare au îndeplinit și șefii altor culte minoritare, ca de pildă muftiul cultului musulman al turcilor și tătarilor, Iacub Mehmet, care a fost și el un fel de ambasador itinerant al României în cursul vizitelor sale în țări arabe și islamice. În martie 1977 rabinul Rosen, adept al unei atitudini de înțelegere cu alte confesiuni și popoare, a jucat, împreună cu patriarhul Justinian al României, un rol activ în organizarea unui dialog între biserica creștin-ortodoxă și evrei în orașul Lucerna din Elveția.
În ultimii ani ai regimului ceaușist a continuat să militeze împotriva manifestărilor xenofobe, de ură interetnică, chiar și atunci când a trebuit să-și ridice vocea contra unor protejați ai regimului ca poetul Corneliu Vadim Tudor, scriitorul Eugen Barbu sau istoricul literar Dumitru Vatamaniuc. Numeroase distincții în țară și peste hotare (printre care și israeliene) i-au răsplătit activitatea.
În timpul perioadei de restaurare a democrației în România a fost ales membru de onoare al Academiei Române în anul 1992.
Rabinul dr. Moses David Rosen a încetat din viață la data de 6 mai 1994 și a fost înmormântat la cimitirul Sanhedria din Ierusalim (Israel). 
Fratele mai mare al lui Moses Rosen, Eliyahu Rosen (fiul din prima căsătorie a tatălui său), a fost rabin al evreilor din orașul polonez Oświęcim (în germană Auschwitz) din Galiția de vest și a murit în Holocaust, împărtășind soarta comunității pe care a păstorit-o. Sora lui Moses Rosen, Braha (Betty), s-a măritat cu rabinul dr. Zeev Wolf Gottlieb, care a devenit mai târziu șef-rabinul evreilor din Scoția.

## Controverse

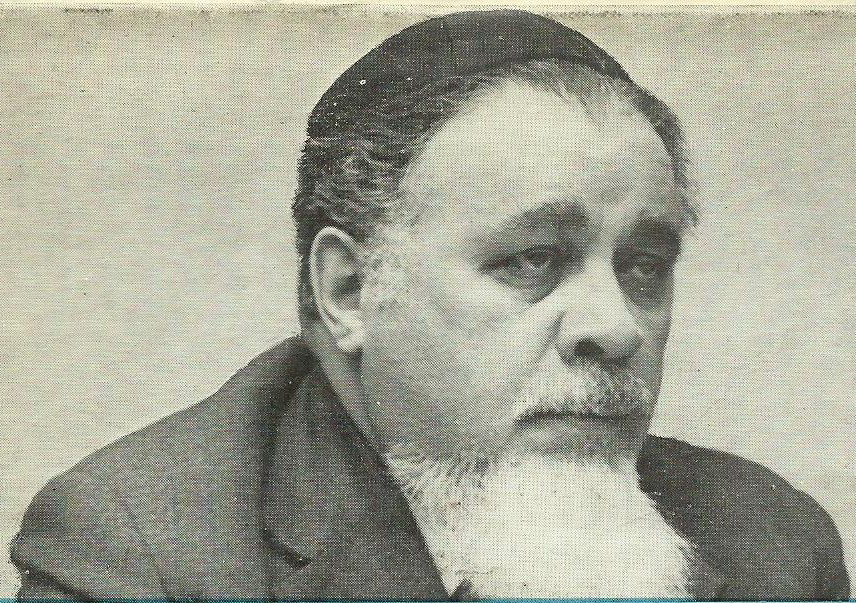
Rabinul Moses Rosen

Ceea ce se putea reproșa rabinului Rosen, cu toate marile sale contribuții la prezervarea moștenirii culturale evreiești, la facilitarea emigrației spre Israel și la promovarea relațiilor de prietenie româno-evreiești și româno-israeliene, era încurajarea de către el în anii 1970-1980 în rândul micii comunități a unui cult formal al personalității, ce părea inspirat de obiceiurile regimului lui Ceaușescu.
În septembrie 1980, a fost editat în România vol. IX al Operelor lui Mihai Eminescu, cuprinzând publicistica, inclusiv articolele antisemite scrise de poet în presa locală din acea vreme. Moses Rosen s-a adresat Academiei Române, cerând interzicerea publicării acestui volum și retragerea exemplarelor tipărite din librării pe motiv că ar incita la ură de rasă. Cei care au criticat acțiunea rabinului susțineau că acesta ar fi jignit memoria poetului național. Printre cei care au reacționat împotriva rabinului s-a numărat și Corneliu Vadim Tudor, cu o poezie antisemită sub formă de pamflet cu titlul „În apărarea lui Eminescu”, apărută în broșura Saturnalii (1983), retrasă la scurtă vreme după apariție, în care Rosen era atacat personal. În autobiografia sa Șef Rabinul a caracterizat ca ridicolă acuzația de anti+eminescianism, subliniind că împreună cu soția sa Amalia obișnuiau să citească poeziile lui Mihai Eminescu (Primejdii, încercări, miracole, 1990).
La data de 1 iulie 1991, rabinul Moses Rosen a oficiat o comemorare a 400.000 de evrei victime ale Holocaustului de pe teritoriul României (inclusiv Transilvania de nord). Atunci a fost menționată pentru prima dată cifra de 400.000 evrei victime ale Holocaustului din România. Întrebat de ce nu s-a menționat până atunci această cifră, Moses Rosen a afirmat că „din 1941 până în 1991 nimeni n-a pomenit această cifră pentru că evreii au fost așa de terorizați în România încât nici măcar nu îndrăzneau să verse lacrimi pentru morții lor”.
Pe baza acuzațiilor sale, Senatul Statelor Unite ale Americii a emis la 11 iulie 1991 (la numai zece zile de la comemorare) o rezoluție care „condamnă resurecția antisemitismului și a intoleranței etnice din România”.
Cu prilejul Conferinței de la București a rabinilor europeni, rabinii prezenți i-au mulțumit lui Moses Rosen și guvernului român „pentru că au facilitat emigrarea masivă a evreilor din această țară în Israel și au ajutat comunității care a rămas să-și păstreze viu iudaismul”.

## Premii și onoruri
- Membru de onoare al Academiei române
- 1993 - Doctor honoris causa al Universității Bar Ilan din Ramat Gan (Israel)
- Doctor honoris causa al Yeshiva University din New York

### Distincții
- Ordinul „Steaua Republicii Populare Romîne” clasa a III-a (21 august 1954) „pentru merite deosebite pe tărîmul construcției de stat, economice, sociale și culturale, cu ocazia celei de a zecea aniversări a eliberării patriei noastre”[7]

## In memoriam
- 1994 - O piațetă în Ierusalim a fost numita în memoria sa și a soției sale.
- 1998 - S-a creat „Fondul Moses Rosen” destinat acordării unor burse de studii, mai ales în domeniul muzicii, pentru tineri talentați din România și Israel, fără deosebire de origine sau religie
- O grădină la intrarea în cartierul Ramot din orașul israelian Beer Sheva îi poartă numele.

## Lucrări publicate
Șef-rabinul dr. Moses Rosen este autorul mai multor lucrări de eseuri biblice, dintre care:
- În lumina Torei (București, 1971);
- The paper bridge; essays on Judaism (Washington, 1973);
- Învățături biblice (Federația Comunităților Evreiești din RSR, București, 1981);
- Izvoare și mărturii referitoare la evreii din România (București, 1988);
- Itim la-Torah (Ierusalim, 1988);
- Primejdii, încercări, miracole. Povestea vieții șef rabinului Dr. Moses Rosen (Ed. Hasefer, București, 1990);
- Eseuri biblice (Ed. Hasefer, București, 1992);
- Șef-Rabinul României Dr. Moses Rosen la cea de-a 80-a aniversare (Ed. Hasefer, Ierusalim-București, 1992);
- Evreii din România între anii 1940-1944 (în colaborare, București, 1993);
- Veha-sneh eynenu ukal: zikhronot mi-tekufot ha-ma'avak le-hatsalat Yehudey Romanyah / me-et David Moshe Rozen (Ierusalim, 1993).

## Citate
„Din ruine ați ridicat o comunitate evreiască ce a fost împrăștiată și mutilată grav în timpul celui de-al doilea război mondial. În condiții extrem de grele, ați reușit să mențineți flacăra ei sfântă, ați avut, de asemenea, grijă de viața sa spirituală și fizică și ați izbutit să-i întăriți legăturile cu Israelul .”—Chaim Herzog, președintele statului Israel
„Rabinul Rosen reprezintă o apariție unică în felul ei în istoria contemporană a poporului evreu. Domnia sa este singurul rabin șef dintr-o țară comunistă care-și călăuzește comunitatea cu capul sus spre țara Israel, care dă o educație evreiască religioasă și națională enoriașilor din comunitățile Domniei sale și, mai cu seamă, generației celor tineri..”—Itzhak Shamir, prim-ministrul statului Israel
„Eu cred că de la Ezra și Nehémia n-a existat o acțiune sionistă atât de mare ca Aliaua din România, în care rabinul Rosen are un rol atât de central. (...) Rabinul Rosen a știut să treacă cu bine peste toate obstacolele. A trecut prin toate încercările. Nu s-a lăsat învins de nici una. Pe toate le-a biruit. A avut o misiune fără steag, căci steagul n-a putut, într-un timp, să-l ridice în public însă acum, după încheierea acestei istorice etape, cu toții putem să-l vedem cu claritate și să înțelegem drumul pe care l-a urmat .”—Shimon Peres, președinte și prim-ministru al statului Israel, laureat al Premiului Nobel pentru Pace